# 弗拉基米爾聖母

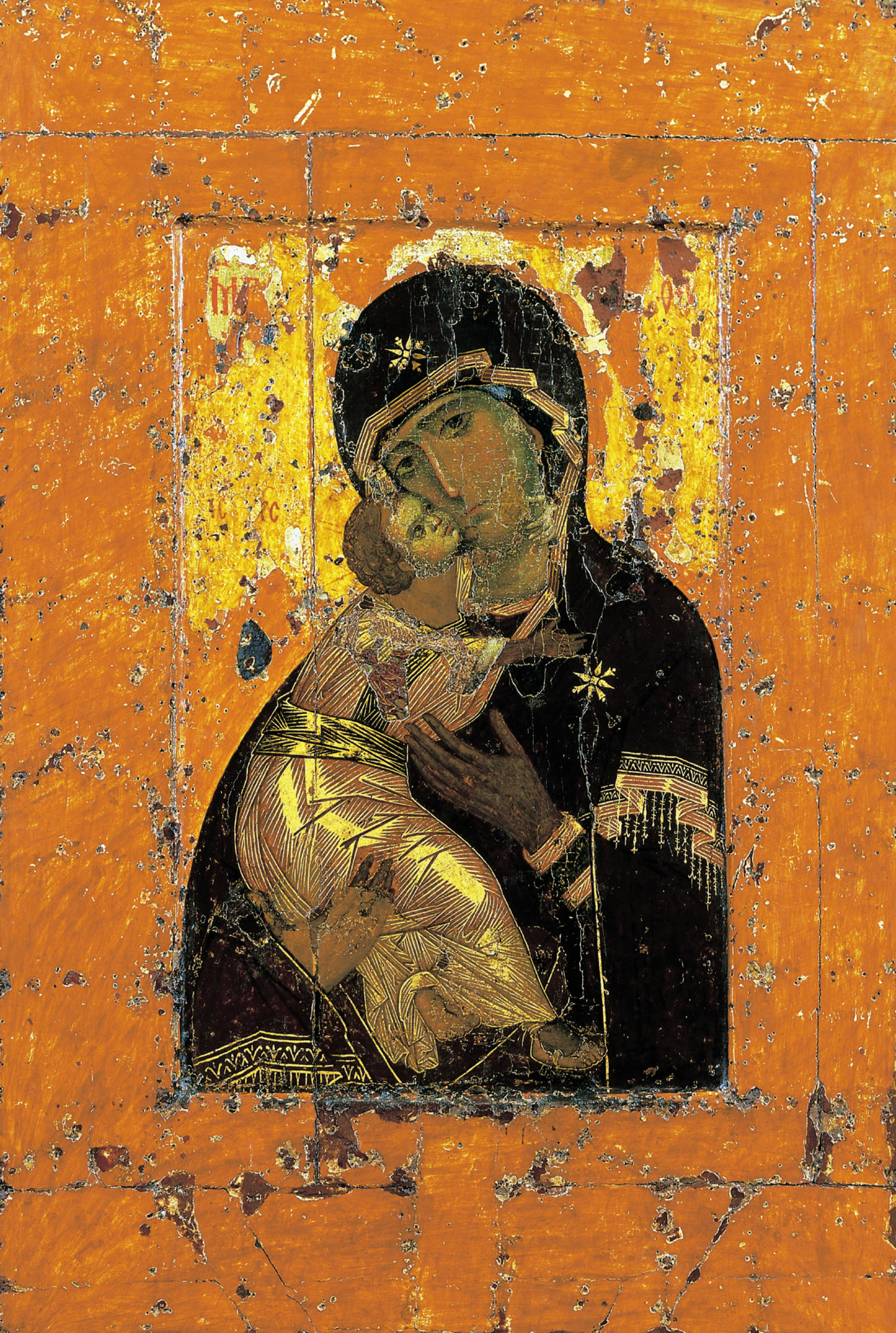
弗拉基米爾聖母像 (1131年)

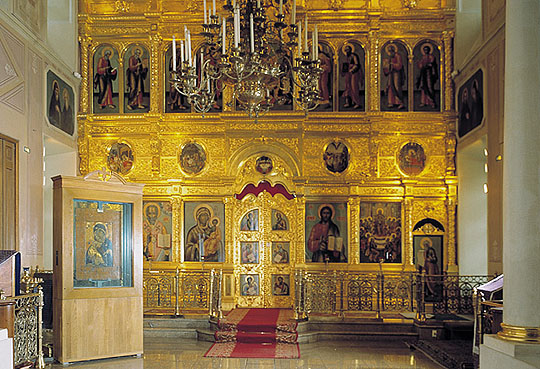
聖尼古拉斯教堂中的弗拉基米爾聖母像

弗拉基米爾聖母（俄語：Влади́мирская ико́на Бо́жией Ма́тери），12世紀的拜占庭聖像，是俄羅斯歷史上重要的藝術品之一，在13世紀曾遭到數次破壞。

## 歷史
該畫作由12世紀君士坦丁堡的一位不知名畫家所繪製。 後被為禮物被送到基輔，之後被轉移到弗拉基米爾的聖母安息主教座堂。傳說該畫為保佑莫斯科免受帖木兒的入侵，在1395年被帶到莫斯科的聖母安息主教座堂，直到1917年俄國革命後被移至同樣該市的特列季亞科夫畫廊，至今存放於聖尼古拉斯教堂。